# 單翼天使
《单翼天使》（英語：My Guardian Angels），是2019年新加坡都市情感劇，由陳金祥、李世雄、郭靜敏、馬松欣执导，陳秀群、蔡思敏、黃子曦、風筑、張亮星、王筱编剧，郑惠玉、钟琴、洪凌 及 方展发 等人主演。本劇是新傳媒2020年原創劇之一。以三位妈妈视角展开，是一部以妈妈为出发点的故事。本剧于於2019年9月10日开机，2019年12月杀青，2020年4月6日在8频道及马来西亚Astro AEC开播的剧集。

## 播出时间

### 首播
| 頻道        | 所在地   | 播放日期     | 時間                     |
| ----------- | -------- | ------------ | ------------------------ |
| 新傳媒8頻道 | 新加坡   | 2020年4月6日 | 週一至週五 21:00 - 22:00 |
| Astro AEC   | 马来西亚 | 2020年4月6日 | 週一至週五 20:30 - 21:30 |
| 八度空间    | 马来西亚 | 2022年3月7日 | 週一至週五 18:00 - 18:58 |

## 剧情简介
施若芸，令人艷羨的富婆，老公非常有钱。然而，當這個家有了入侵者，施若芸她为了还能继续当个挂名头的谢太太而选择睁一只眼，闭一只眼。吴淼淼則是特立獨行的妈妈，深信自己既有顏值又有腦子，永遠值得更好的，然而她也有自己的煩惱。最後叶思今是標準化的大多數，男友失踪已久，自己保有一份普通工作，安心做一個平凡未婚妈妈，但孩子的顽皮和生活的压力漸漸壓垮她。

## 演員列表

### 主要演員
| 演員   | 角色                         | 备注 |
| 鄭惠玉 | 施若芸 Mandy See本名：刘美娇 | 滿地屎（吳淼淼專用） Mandy See， 45岁 马来西亚的养鱼人→Bruno A员工（第20集起） 谢颖、谢宁之母 唐贵强之岳母 初期与苏东宇不和，后與其互生情愫，最後成为其女友 謝志鴻之妻 吳淼淼和叶思今之好姐妹 从小穷怕，因此变成心机婊，爱慕虚荣，一心成為富太太 為人勢利，城府深、攀高結貴、工于心計、不切实际、好高骛远 在老公不幸身亡后成了單親媽媽,得知无法拥有財產後，必須靠自己賺錢，但不肯脚踏实地工作，选择不顾手段嫁入豪门                                                            |
| 鐘琴   | 吳淼淼 Goh Miao Miao         | 很多"水"的淼（自我介紹專用） 唐有年之妻 唐貴強、唐貴德、唐貴勇之母 沈春妹之媳婦，與其不合，後和好 谢颖之家婆 初期与Mandy和叶思今不和，後為好闺蜜 虽然生活艱苦，却脚踏实地靠当私家車司機賺錢帮补家用。喜欢烹饪、尤其煮咖哩鸡、与邻居分享 曾被苏东宇电到小鹿乱撞，将计就计让家婆在丈夫前中伤及误会后，希望后者留在新加坡，不再回杜拜工作 于第24集开始学习并跟随大志跳尊巴舞 于第28集起患上乳癌，并积极接受治疗                                                                   |
| 洪凌   | 叶思今 Yap Sijin             | 湿纸巾（吴淼淼專用） 叶锦泉之养女 宝玲之女 馮凱威之高中時期女友，後為妻子 叶小希之母 施若云，吴淼淼之闺蜜 曾對蘇東宇有好感，後被其拒絕 本为专业美容师，被解雇之后自己创业当美容师 高中时因父亲反对與馮凱威交往，故意未婚先孕，以便和凯威在一起，怀孕后，凯威消失不见，误以为他不负责任 虽然未婚生子，生活艱苦，但仍坚持自己抚养孩子 起初被贵强追求而和淼淼一度不睦 于第21集与凯威重逢 于第27集与妈妈和解 不接受小希患有注意力不足過動症而与凯威闹得不欢而散 于第30集与凯威结婚 |
| 方展發 | 苏东宇                       | Sotong Fish 初期與施若云不合，後與其互生情愫，最後為成為其男友 谷佳琪之前未婚夫 林一杰之好友，后反目並誤殺其 坐牢前为建筑师，出狱后当修冷氣工人，一度被解僱 虽然患有暴怒症，经常面对情绪失控和暴力倾向的问题，但对壁虎有恐惧 因谷佳琪与好友背叛自己而误杀林一杰而被判坐牢7年 于第30集重回建筑老本行，遇上了2018年8月5日龙目岛地震，后平安归来 |

### 謝家
| 演員   | 角色                  | 备注 |
| 梁田   | 谢家贤                | 未正式登場 回忆里出现 Mandy的家翁 谢志鸿之父 谢颖、谢宁之爷爷 Mandy使计让他知道自己怀孕，逼他的儿子和其结婚 |
| 宏荣   | 谢志鸿                | 律师 Mandy的丈夫 患有心臟病。知道Mandy爱慕虚荣，经常风花雪月，所以多年未曾对她付出真感情。 于第一集投资失败，债台高筑，面对银行的追債因而打算携带公款并拋妻弃女与情妇到外国重新开始，经Mandy和他情妇在机场一闹，心臟病發逝世 |
| 鄭惠玉 | 施若芸 Mandy See      | 參見主要演員 |
| 陳政序 | 唐貴強 Tang Gui Qiang | 參見唐家 |
| 芳榕   | 谢颖 Jelyn Seah Ying  | 選美小姐冠軍 Jelyn 施若芸、谢志鸿之长女 谢宁之姐姐 沈春妹之长孙媳妇 唐贵强之冤家，後為女友，最後與其奉子成婚 唐思蕾之母 唐有年、吴淼淼之长媳妇 唐贵德、唐贵勇之大嫂 Justin之前女友 Celine之死敵兼情敵 受若芸影响而变得自私自利，妹妹眼睛受伤需要医药费动手术，也不愿意先垫出出国留学学费。 于第19集试图援交，后被贵强及淼淼救出 于第20集因外公的关系而与妈妈发生争执，后于第23集和解 于第20集在意乱情迷下与唐贵强发生关系。 于第23集怀孕 于第25集一度和贵强起争执，后和解 于第28集接受贵强求婚 于第30集产下女婴 |
| 陈宥蒽 | 谢宁 Aelyn Seah Ning  | Aelyn 施若芸、谢志鸿之幼女 谢颖之妹 乖巧懂事、品學兼優 唐贵强之小姨子 唐貴勇之好友 羽毛球校隊選手 眼睛受伤需要入院动手术 抗拒东宇与若云在一起，后于第30集接受事实。 |

### 唐家
| 演員   | 角色   | 暱稱/關係 |
| 金銀姬 | 沈春妹 | 吳淼淼之家婆；唐有年之母；唐貴強、唐貴德和唐貴勇之奶奶；谢颖之姥姥 知道儿子为避免婆媳纠纷而选择常年在外国工作后，和媳妇站在同一阵线，杯葛儿子。与吴淼淼不和，最后和解。 |
| 黃炯耀 | 唐有年 | 常年在杜拜當廚師 吳淼淼之丈夫；沈春妹之子；唐貴強、唐貴德和唐貴勇之父；谢颖之家公 于第19集无意间向仰慕他的Darlene透露其实是为了避免母妻不和，而选择长期国外工作，因而意外被淼淼听到而被赶出家门。 于第20集重返住家，却被淼淼禁止入房同睡，以作为教训。 第21集开始与淼淼交换身份，当家庭煮夫，负责家务事 第26集开始和淼淼和大志一起练习尊巴舞 于第28集获淼淼原谅，更让其解禁让他搬回房间睡 第30集成为私人厨师 |
| 鐘琴   | 吳淼淼 | 參見主要演員 |
| 陳政序 | 唐貴強 | 理工学院学生；唐有年、吳淼淼之长子；沈春妹之长孫；唐貴德和唐貴勇之大哥；谢颖之男友，于第29集结婚，與其育有一女（唐思蕾）；刘明发之长孙女婿；施若芸、谢志鸿之长女婿； 參加Men Search男模特比賽獲得人气奖。曾追求叶思今，但被拒絕 于第20集在意乱情迷下与谢颖发生关系，致使其于第23集怀孕 于第25集与谢颖发生争执，后和解 于第28集成功向谢颖求婚，并于第29集结婚                                                 |
| 芳榕   | 谢颖   | 參見谢家 |
| 盧楷俊 | 唐貴德 | 籃球選手 唐有年、吳淼淼之次子；沈春妹之次孫；唐貴強之二弟、唐貴勇之二哥；谢颖之二叔； 被教练非礼后性情大变，后悔改 于第24集起因殴打白教练事件，被判入孩童感化院六个月，不留案底 于第29集返家 角色对应：《如果早知道男生也会被性侵》中的阿玮 |
| 陳峻賀 | 唐贵勇 | 唐有年、吳淼淼之幼子；沈春妹之幼孫；唐貴強、唐貴德之小弟；谢颖之小叔；Aelyn之好友 迷恋电脑游戏造成学业成绩不理想，梦想成为厨师，后梦想成为游戏玩家，代表新加坡打入国际赛 第25集与爸爸起纷争 第26集开始接受大厨的训练 于第30集参加烹饪比赛，获得亚军 |

### 叶家/冯家
| 演員   | 角色          | 暱稱/關係 |
| 陳天文 | 叶錦泉        | 叶思今之養父；叶小希之无血缘关系的外公 嘴硬心软、资助思今在自己家开美容院並鼓励她和苏东宇交往。得知思今为了气自己故意当未婚妈妈结果中风半身不遂，于第30集逐渐复原。 |
| 朱莉莉 | 宝玲          | 叶锦泉之前妻；叶思今之生母；叶小希之外婆；长期在国外 鼓励前夫让思今跟凯威在一起。结婚后一度和锦泉吵架，喝醉之后和陌生人发生一夜情怀了思今。于第27集返回美国，并和思今和解。 |
| 吳勁威 | 冯凯威        | 前小混混 叶思今之夫；叶小希之父；叶锦泉之养女婿 因为叶锦泉反对他与思今在一起，为了表示自己不是一事无成，去泰国做生意。结果被损友利用贩毒，脚被射伤导致残废，继而在该地监狱坐了五年牢。因为不想思今蹉跎岁月，让表妹误导思今他已去世。于第21集和思今重逢。为了小希能够进入名校，积极到学校当义工。 第26集起开始照顾锦泉 于第28集发现小希患有注意力不足過動症（ADHD）,积极寻访治疗而令思今不乐 在海边取回风筝的时候差点遇溺，幸而吉人天象脱险及获得小希接受 第30集与思今结婚，正式成为丈夫 |
| 洪凌   | 叶思今        | 參見主要演員 |
| 林道銳 | 叶小希/冯小希 | 过动儿童 叶錦泉之養外孫子 冯凯威、叶思今之子 患有注意力不足過動症（ADHD） 喜歡和苏东宇玩耍。曾一度不愿和生父凯威相处，直至第28集才血浓于水，和生父相认。 |

### 刘家
| 演員   | 角色   | 暱稱/關係 |
| 张为   | 刘明发 | 刘美娇之父 Aelyn和Jelyn之外公 马来西亚养鱼农夫 爱酗酒及赌博，并殴打妻女 老来得了肝癌无依无靠，想认回及投靠改名换姓的女儿施若芸。 实则依旧烂赌，死性不改，更滥用公众的同情心。 于第23集向其女儿借钱还债 于27集因肝癌过世 |
| 林绿   | 施三娘 | 在回忆出现 刘美娇之亡母 Aelyn和Jelyn之外婆 为保护年幼美娇，常被爱酗酒的丈夫毒打。临死前把所有积蓄交给美娇要她只身到新加坡求学后病逝。                                                                                   |
| 郑惠玉 | 刘美娇 | 參見主要演員 |

### 其他演員
| 演員             | 角色          | 暱稱/關係 |
| 谭丽凤           | 冯思琦        | 冯凯威之表妹 巧遇思今并且透露凯威已遇车祸身亡之事，实为凯威吩咐她撒谎，避免对方蹉跎岁月而担心其表哥。                                                                  |
| 王昱靖           | 叶俊源        | 酒店大亨兼慈善家 追求Mandy后发现她与前妻一样爱慕虚荣后极度反感而决定戏弄她。                                                                                           |
| 洪子惠           | 谷佳琪        | 鋼琴家 苏东宇之前未婚妻 与林一杰出轨时被苏东宇发现，被后者打傷导致眼睛嚴重失明 母亲去世后严重依赖东宇 于第26集欲与东宇复合，被拒绝之后开始振作起来，搬回家住并自力更生 |
| 黄景蓉           | 秋莲          | 佳琪之母 佳琪失明一直照顾她直至第16集遇车祸去世 |
| Jaymeson Olivero | 林一杰        | 苏东宇之好友 谷佳琪之出轨對象 后因谷佳琪背叛苏东宇，被苏东宇误杀 |
| 張穎雙           | Iris          | 唐貴強之舞蹈教师兼朋友 受到吴淼淼认可为唐贵强的女朋友，但最终没有在一起                                                                                                |
| 莫健发           | Jack Leong    | Celine之父親 Nico之前情夫 Mandy之死敵 第27集承认自己的过错 |
| 薛素珊           | Sharon Neo    | Celine之母親 Mandy之死敵 |
| 林詠誼           | Celine Leong  | Sharon之女 Jelyn之死敵 Justin之女友，后于第29集分手 |
| 莊偉康           | Justin        | 小白脸，见钱眼开 Jelyn之男友，后为了钱背叛Jelyn Celine之男友，后看上更有钱的富家女，与Celine分手                                                                       |
| 陳錦宏           | 白德善        | Mr Peh 唐貴德之籃球教練 患有恋童癖 非禮唐貴德和Brandon并传染性病给后者 第24集被有年提及他被判打鞭及坐牢。 角色对应：《如果早知道男生也会被性侵》中的杰哥               |
| 易凌             | Amy           | 保险公司经理 Mandy之上司兼朋友 後解僱工作散漫及狐假虎威的Mandy |
| 陈传之           | 程总          | 收购Mandy豪宅的富豪 |
| 朱玉叶           |               | 鞋店顾客 |
| 王筱惠           | Jomay         | Bruno A 总经理 |
| 陶樱             | Queenie       | Bruno A 店长 |
| 黄艺萱           | Darlene       | 厨师 唐有年之同事兼仰慕者 第19集无意间透露有年续约的秘密 |
| 洪圣安           | Dexter 周大志 | 肥猪 49岁的舞导师 淼淼旧邻居兼仰慕者，善长尊巴舞。 |
| Leoneva          | Kate          | 口红公司老板的千金 唐贵强和Jelyn在一起之前的一夜情对象兼仰慕者，曾推荐贵强当代言人。                                                                                   |
| 林家庆           | Rucio         | 唐貴強之经纪人 于第24集希望贵强的恋情能保持低调 于第26集获悉贵强将和谢颖结婚，提醒他一旦毁约的话将会面对巨额赔偿                                                       |
| 陈永昌           | Issac         | 皮条客 时尚界的败类，专门帮富豪搭线，并找女孩一起援交 于第19集试图带谢颖去援交，后被淼淼及贵强胁迫，将其交出来                                                         |
| 陈玮甜           | Nico          | 网红 Jack曾经的小三，后被Jack以及Sharon赶走 于第26集被起底是小三，导致其代言过的Bruno A受挫 于第27集被Mandy、淼淼、思今及东宇平反                                      |

## 軼事
- 此劇是两大阿姐鄭惠玉和鐘琴首次合作。
- 此劇是洪凌第一次飾演母親的角色。
- 此劇是新傳媒2020年第4部自製原創劇集，上一節目為《爱…没有距离》。
- 此劇亦是新加坡電視史上首部以单亲母亲為主題的电视剧。

## 奖项
| 奖项   | 奖项     | 奖项       | 奖项               | 奖项 |
| 年份   | 颁奖典礼 | 奖项       | 入围者             | 结果 |
| ------ | -------- | ---------- | ------------------ | ---- |
| 2021年 | 红星大奖 | 青苹果奖   | 陈宥恩 饰演 Aelyn  | 提名 |
| 2021年 | 红星大奖 | 最佳女主角 | 钟琴 饰演 吴淼淼   | 提名 |
| 2021年 | 红星大奖 | 最佳女主角 | 郑惠玉 饰演 Mandy  | 獲獎 |
| 2021年 | 红星大奖 | 最佳新人   | 陈政序 饰演 唐贵强 | 提名 |

## 制作
2019年9月10日举行开机仪式，并在2019年12月正式杀青。

## 争议

### 不尊重LGBT群体
- 有位网民指控该戏剧不尊重LGBT群体，该剧出现在当饰演父母的黄炯耀及鐘琴担心自己的儿子与另一名男生正在交往。而过度保护儿子的母亲就一直监视着儿子，最终发现他其实是对住在附近的女孩有兴趣。父亲就说：“你应该高兴儿子对女生感兴趣。” 对此，新传媒表示这情节是在描绘父母与子女在现实生活中交流有关性取向话题时所面对的挣扎。
- 另一段出现争议的剧情则讲述一名恋童癖者成为了男子篮球队的教练。新传媒表示，出现此情节的目的是要让年轻人意识到当面对潜在危险时，应不要害怕寻求帮助并要勇敢保护自己。迄今为止，新传媒也曾在其他电视剧中描绘过恋童癖者对少女进行引诱。
- 情节中，男子篮球队的教练试图性侵唐贵德(卢楷俊)的画面和台湾短片《如果早知道男生也会被性侵》中的杰哥性侵阿玮类似。该片在网络上引起广大反响，其中“如果早知道…”、“杰哥，不要啦”等著名台词也成了网络迷因。

另外，新传媒也呼吁公众勿对在剧中饰演父母的鐘琴及黄炯耀进行人身攻击。“鐘琴及黄炯耀在这段期间收到了许多侮辱性的信息，我们要再次重申，两人是以专业演员的身份进行演出，并无意对任何人造成冒犯。”该公司已表示抱歉，并保证会谨慎的。

## 電視節目的變遷
| 新加坡 新傳媒8頻道 星期一至五 21:00 - 22:00                                                              | 新加坡 新傳媒8頻道 星期一至五 21:00 - 22:00          | 新加坡 新傳媒8頻道 星期一至五 21:00 - 22:00                      |
| --- | ---------------------------------------------------- | ---------------------------------------------------------------- |
| | 單翼天使 （2020.04.06 - 2020.05.15）                 |                                                                  |
| 爱…没有距离 （2020.03.09 - 2020.04.03）                                                                  | 剃头刀-阿签传奇 (中文版) （2020.05.18 - 2020.06.03） |                                                                  |
| 马来西亚 Astro AEC 星期一至五 20:30 - 21:30 （4月23日因直播马来西亚首相特别演讲，节目调至21:07 - 22:04） |                                                      |                                                                  |
| 爱…没有距离 （2020.03.09 - 2020.04.03）                                                                  | 單翼天使 （2020.04.06 - 2020.05.15）                 | 剃头刀-阿签传奇 (中文版) （2020.05.18 - 2020.06.03）             |
| 马来西亚Astro AEC HD 星期一至五 16:30 - 17:30                                                            |                                                      |                                                                  |
| 爱…没有距离（重播） （2021年3月24日-2021年4月20日）回路网（重播） （2021年4月21日-2021年4月27日）        | 单翼天使（重播） （2021年4月28日-2021年6月8日）      | 剃头刀-阿签传奇（中文版）（重播） （2021年6月9日—2021年6月25日） |

| 马来西亚 八度空间 优6剧场 星期一至五 18:00 - 18:58 | 马来西亚 八度空间 优6剧场 星期一至五 18:00 - 18:58 | 马来西亚 八度空间 优6剧场 星期一至五 18:00 - 18:58 |
| -------------------------------------------------- | -------------------------------------------------- | -------------------------------------------------- |
|                                                    | 单翼天使 （2022年3月7日－2022年4月15日）           |                                                    |
| 大宋少年志 （2021年12月28日－2022年3月4日）        | 陪你一起长大 （2022年4月18日—2022年6月10日）       |                                                    |